# Vojislav Vojinović
 (juin 2024).
Vojislav Vojinović (en serbe cyrillique : Војислав Војиновић) est Grand župan et voïvode de Gacko de 1355 à 1363. Il appartient à la dynastie serbe des Vojinović. Il meurt de la peste en 1363.

## Biographie
Vojislav Vojinović est le plus jeune fils du voïvode Vojin, qui combat sous les ordres des souverains serbes Stefan Dečanski et Stefan Dušan. Son frère aîné, Altoman, dirige une partie de la principauté de Zeta.
Raguse (aujourd'hui Dubrovnik) passe sous le contrôle du Royaume de Hongrie en 1358 ; Vojislav pille alors ce territoire et s'efforce de récupérer Ston et sa péninsule pour les rattacher aux terres serbes. En 1361 et 1362, au moment de la guerre entre Raguse et Kotor, Vojislav soutient Kotor.
Vojislav Vojinović est mariée à Gojislava et il a deux fils Dobrivoj et Stefan. Gojislava hérite des terres de son mari et de son frère Altoman Vojinović.